# 67085 Oppenheimer
67085 Oppenheimer è un asteroide della fascia principale interna. Scoperto nel 2000, presenta un'orbita caratterizzata da un semiasse maggiore pari a 2,3603728 au e da un'eccentricità di 0,1701982, inclinata di 0,69353° rispetto all'eclittica.
L'asteroide è dedicato al fisico statunitense J. Robert Oppenheimer.